# 第20回全日本高等学校吹奏楽大会in横浜
第20回全日本高等学校吹奏楽大会in横浜（だい20かいぜんにほんこうとうがっこうすいそうがくたいかいいんよこはま）は、2018年11月10日・11日に横浜みなとみらいホール 大ホールで行われる吹奏楽大会である。今大会は平成時代最後の大会となる。

## 概要
今大会の会場である横浜みなとみらいホール 大ホールは9年連続11度目の使用となる。
昨年の大会でシード権を獲得した遺愛女子高等学校と浜松聖星高等学校は不出場となっている。
今大会も昨年と同様、クイーンズスクエアでのプロムナードコンサートはなし。
また、昨年まで3年間洗足学園音楽大学がゲスト出演していたが、今大会のゲスト団体はなし。

### 課題曲
一般聴衆に分かりやすい、「名曲」をプログラムに取り入れること。

## 出演順
※太字は次大会のシード校

### 1日目（11月10日）
| 順 | 賞                      | 支部   | 都道府県 | 出場校                       | シード校 | 出場回数       | 部門 コンクールの成績                         |
| -- | ----------------------- | ------ | -------- | ---------------------------- | -------- | -------------- | --------------------------------------------- |
| 1  | 実行委員長賞            | 東関東 | 神奈川県 | 横浜市立東高等学校           |          | 初出場         | 高等学校B 東関東大会:銀賞                     |
| 2  | 審査委員長賞            | 東関東 | 神奈川県 | 三浦学苑高等学校             |          | 20年連続20回目 | 高等学校A 東関東大会:銀賞                     |
| 3  | 審査委員長賞            | 東関東 | 神奈川県 | 神奈川県立横浜緑ケ丘高等学校 |          | 2年ぶり2回目   | 高等学校A 東関東大会:銅賞                     |
| 4  | 実行委員長賞            | 東海   | 三重県   | 三重県立白子高等学校         |          | 5年連続18回目  | 高等学校A 東海大会:銀賞                       |
| 5  | 連盟会長賞（第3位）     | 東関東 | 千葉県   | 千葉県立幕張総合高等学校     | ○        | 9年連続9回目   | 高等学校A 東関東大会:金賞                     |
| 6  | 審査委員長賞            | 東海   | 愛知県   | 桜丘学園 桜丘高等学校        |          | 初出場         | 高等学校A 東海大会:銀賞                       |
| 7  | ロケットミュージック賞  | 東関東 | 千葉県   | 千葉県立小金高等学校         |          | 2年連続2回目   | 高等学校A 県大会:金賞・代表選考会出場         |
| 7  | 審査委員長賞            | 東関東 | 千葉県   | 千葉県立小金高等学校         |          | 2年連続2回目   | 高等学校A 県大会:金賞・代表選考会出場         |
| 8  | ヤマハ賞                | 西関東 | 埼玉県   | 埼玉県立越谷南高等学校       |          | 2年連続2回目   | 高等学校A 西関東大会:金賞                     |
| 8  | 審査委員長賞            | 西関東 | 埼玉県   | 埼玉県立越谷南高等学校       |          | 2年連続2回目   | 高等学校A 西関東大会:金賞                     |
| 9  | 審査委員長賞            | 西関東 | 埼玉県   | 秋草学園高等学校             |          | 9年連続17回目  | 高等学校A 西関東大会:銀賞                     |
| 10 | 連盟会長賞（第3位）     | 東関東 | 神奈川県 | 横浜創英中学・高等学校       | ○        | 4年連続10回目  | 高等学校A 東関東大会:金賞                     |
| 11 | 実行委員長賞            | 東関東 | 茨城県   | 茨城高等学校                 |          | 5年連続5回目   | 高等学校A 東関東大会:銅賞                     |
| 12 | 実行委員長賞            | 西関東 | 新潟県   | 中越高等学校                 |          | 3年連続10回目  | 高等学校A 西関東大会:銀賞                     |
| 13 | 審査委員長賞            | 近畿   | 京都府   | 京都両洋高等学校             |          | 3年ぶり4回目   | 高等学校A 関西大会:銀賞                       |
| 14 | JBA下谷賞               | 東海   | 愛知県   | 光ヶ丘女子高等学校           |          | 19年ぶり2回目  | 高等学校A 全国大会:銀賞                       |
| 14 | 連盟理事長賞            | 東海   | 愛知県   | 光ヶ丘女子高等学校           |          | 19年ぶり2回目  | 高等学校A 全国大会:銀賞                       |
| 15 | 連盟理事長賞            | 北陸   | 福井県   | 武生商業高等学校             |          | 8年連続8回目   | 高等学校A 全国大会:銅賞                       |
| 16 | 連盟理事長賞            | 近畿   | 奈良県   | 天理高等学校                 | ○        | 18年連続18回目 | 高等学校A 関西大会:銀賞                       |
| 17 | 審査委員長賞            | 北海道 | 北海道   | 市立札幌新川高等学校         |          | 初出場         | 高等学校A 北海道大会:金賞                     |
| 18 | 実行委員長賞            | 東海   | 静岡県   | 静岡県立浜名高等学校         |          | 7年連続7回目   | 高等学校A 東海大会:金賞                       |
| 19 | 実行委員長賞            | 東北   | 宮城県   | 聖和学園高等学校             |          | 3年ぶり7回目   | 高等学校A 仙台太白・宮城野・若林地区大会:銀賞 |
| 20 | 連盟会長賞（第3位）     | 東京   | 東京都   | 東海大学付属高輪台高等学校   | ○        | 13年連続18回目 | 高等学校A 全国大会:金賞                       |
| 21 | 横浜市会議長賞（第2位） | 東京   | 東京都   | 八王子学園 八王子高等学校    | ○        | 9年連続9回目   | 高等学校A 全国大会:銅賞                       |
| 21 | 連盟会長賞              | 東京   | 東京都   | 八王子学園 八王子高等学校    | ○        | 9年連続9回目   | 高等学校A 全国大会:銅賞                       |
| 22 | 文部科学大臣賞（優勝）  | 東関東 | 千葉県   | 柏市立柏高等学校             | ○        | 20年連続20回目 | 高等学校A 全国大会:銀賞                       |
| 22 | 横浜市長賞（第1位）     | 東関東 | 千葉県   | 柏市立柏高等学校             | ○        | 20年連続20回目 | 高等学校A 全国大会:銀賞                       |
| 22 | 連盟会長賞              | 東関東 | 千葉県   | 柏市立柏高等学校             | ○        | 20年連続20回目 | 高等学校A 全国大会:銀賞                       |

### 2日目（11月11日）
| 順 | 賞                      | 支部   | 都道府県 | 出場校                       | シード校 | 出場回数       | 部門 コンクールの成績                                               |
| -- | ----------------------- | ------ | -------- | ---------------------------- | -------- | -------------- | ------------------------------------------------------------------- |
| 23 | 実行委員長賞            | 東関東 | 千葉県   | 千葉英和高等学校             |          | 初出場         | 高等学校A 県大会:金賞・代表選考会出場                               |
| 24 | 実行委員長賞            | 東関東 | 神奈川県 | 神奈川県立金井高等学校       |          | 2年ぶり3回目   | 高等学校B 東関東大会:銀賞                                           |
| 25 | 実行委員長賞            | 東海   | 岐阜県   | 飛騨学園 高山西高等学校      |          | 4年連続11回目  | 高等学校A 東海大会:銅賞                                             |
| 26 | 審査委員長賞            | 東海   | 愛知県   | 愛知県立名古屋南高等学校     |          | 4年連続9回目   | 高等学校A 県大会:金賞・代表選考会出場→B編成 高等学校B 東海大会:金賞 |
| 27 | 連盟会長賞（第3位）     | 東京   | 東京都   | 東京都立片倉高等学校         | ○        | 20年連続20回目 | 高等学校A 都大会本選:金賞                                           |
| 28 | 実行委員長賞            | 近畿   | 大阪府   | 金蘭会高等学校・中学校       |          | 初出場         | 高等学校A 北地区大会:金賞                                           |
| 29 | ロケットミュージック賞  | 東北   | 宮城県   | 宮城県白石高等学校           |          | 2年連続2回目   | 高等学校A 名取・仙南地区大会:金賞                                   |
| 29 | 実行委員長賞            | 東北   | 宮城県   | 宮城県白石高等学校           |          | 2年連続2回目   | 高等学校A 名取・仙南地区大会:金賞                                   |
| 30 | 審査委員長賞            | 東京   | 東京都   | 江戸川女子中学・高等学校     |          | 2年ぶり9回目   | 高等学校A 都大会本選:銅賞                                           |
| 31 | 実行委員長賞            | 東関東 | 千葉県   | 八千代松陰高等学校           |          | 2年連続3回目   | 高等学校A 県大会:銀賞                                               |
| 32 | 審査委員長賞            | 東関東 | 茨城県   | 大成女子高等学校             |          | 4年連続9回目   | 高等学校A 東関東大会:銀賞                                           |
| 33 | 連盟理事長賞            | 西関東 | 埼玉県   | 埼玉県立伊奈学園総合高等学校 | ○        | 10年連続11回目 | 高等学校A 全国大会:銀賞                                             |
| 34 | ヤマハ賞                | 東関東 | 千葉県   | 千葉県立八千代高等学校       |          | 5年連続5回目   | 高等学校A 東関東大会:銅賞                                           |
| 34 | 実行委員長賞            | 東関東 | 千葉県   | 千葉県立八千代高等学校       |          | 5年連続5回目   | 高等学校A 東関東大会:銅賞                                           |
| 35 | 実行委員長賞            | 東海   | 静岡県   | 浜松開誠館高等学校           |          | 2年連続2回目   | 高等学校A 西部地区大会:銅賞                                         |
| 36 | 審査委員長賞            | 西関東 | 埼玉県   | さいたま市立浦和高等学校     |          | 3年連続3回目   | 高等学校A 西関東大会:銀賞                                           |
| 37 | 審査委員長賞            | 九州   | 沖縄県   | 尚学学園 沖縄尚学高等学校    |          | 6年連続10回目  | 高等学校A 県大会:金賞                                               |
| 38 | 連盟理事長賞            | 西関東 | 埼玉県   | 埼玉栄高等学校               | ○        | 9年連続12回目  | 高等学校A 全国大会:金賞                                             |
| 39 | バンドジャーナル賞      | 九州   | 鹿児島県 | 出水中央高等学校             | ○        | 3年連続7回目   | 高等学校A 九州大会:金賞                                             |
| 39 | 審査委員長賞            | 九州   | 鹿児島県 | 出水中央高等学校             | ○        | 3年連続7回目   | 高等学校A 九州大会:金賞                                             |
| 40 | 審査委員長賞            | 近畿   | 京都府   | 洛南高等学校                 | ○        | 2年連続19回目  | 高等学校A 関西大会:銀賞                                             |
| 41 | 審査委員長賞            | 東北   | 青森県   | 青森山田高等学校             |          | 2年連続2回目   | 高等学校A 東北大会:銀賞                                             |
| 42 | JBA下谷賞               | 北海道 | 北海道   | 札幌白石高等学校             |          | 19年ぶり2回目  | 高等学校A 北海道大会:金賞                                           |
| 42 | 審査委員長賞            | 北海道 | 北海道   | 札幌白石高等学校             |          | 19年ぶり2回目  | 高等学校A 北海道大会:金賞                                           |
| 43 | 横浜市会議長賞（第2位） | 東京   | 東京都   | 東海大学菅生高等学校         | ○        | 7年連続8回目   | 高等学校A 全国大会:金賞                                             |
| 43 | 連盟会長賞              | 東京   | 東京都   | 東海大学菅生高等学校         | ○        | 7年連続8回目   | 高等学校A 全国大会:金賞                                             |
| 44 | 連盟理事長賞            | 東京   | 東京都   | 駒澤大学高等学校             | ○        | 19年連続19回目 | 高等学校A 都大会本選:金賞                                           |
| 45 | 遠山杯（準優勝）        | 近畿   | 大阪府   | 大阪桐蔭高等学校             | ○        | 3年連続3回目   | 高等学校A 全国大会:銀賞                                             |
| 45 | 横浜市長賞（第1位）     | 近畿   | 大阪府   | 大阪桐蔭高等学校             | ○        | 3年連続3回目   | 高等学校A 全国大会:銀賞                                             |
| 45 | 連盟会長賞              | 近畿   | 大阪府   | 大阪桐蔭高等学校             | ○        | 3年連続3回目   | 高等学校A 全国大会:銀賞                                             |

## 曲目
| 順 | 出場校                       | 曲目／作曲者（編曲者） | 指揮者           |
| -- | ---------------------------- | --- | ---------------- |
| 1  | 横浜市立東高等学校           | フローレンス行進曲 ／ユリウス・フチーク（フレデリック・フェネル編） フィンランディア／J.シベリウス（アルフレッド・リード編） | 小澤哲朗         |
| 2  | 三浦学苑高等学校             | 歌劇「アイーダ」より 凱旋行進曲 ／ジュゼッペ・ヴェルディ（フランシスコ・チェザリーニ編） Hey! Say! Forever 21／平島俊明編曲 | 畠山 崇          |
| 3  | 神奈川県立横浜緑ケ丘高等学校 | マーチ「ブルースカイ」／高木登古 幻想曲 ト長調／ヨハン・セバスチャン・バッハ （リチャード フランコ ゴールドマン、ロバート ライスト編） スウィングしなけりゃ意味がない ／デューク・エリントン（真島俊夫編）                                                                                       | 山口一郎         |
| 4  | 三重県立白子高等学校         | 歌劇「運命の力」序曲／G.ヴェルディ（藤田玄播編） コパカバーナ／バニー・マニロウ（岩井直溥編） 宝島／和泉宏隆（真島俊夫編） | 桐生智晃         |
| 5  | 千葉県立幕張総合高等学校     | いざ咲き匂はざらめきやも／長生淳 「吹奏楽のための第一組曲」より〜マーチ〜 ／グスターヴ・ホルスト オペラ座の怪人／アンドリュー・ロイド・ウェーバー （カルヴィン・カスター編） | 葛西 聡 伊藤巧真 |
| 6  | 桜丘学園 桜丘高等学校        | 交響曲第2番「キリストの受難」より／フェレール・フェルラン 主よ、人の望みの喜びよ ／ヨハン・セバスチャン・バッハ（アルフレッド・リード編） 銀河鉄道999／タケカワユキヒデ（小島里美編） | 小笠原克徳       |
| 7  | 千葉県立小金高等学校         | パガニーニ ロスト イン ウインド／長生淳 ワシントン・ポスト／J.P.スーザ MOVE ON／内藤慎也、石川一宏（真島俊夫編） | 中島正考         |
| 8  | 埼玉県立越谷南高等学校       | エニグマ変奏曲／E.エルガー（A.リード、杉本幸一編） 富士山 北斎の版画に触発されて／真島俊夫 | 萩原亮彦         |
| 9  | 秋草学園高等学校             | 交響曲第2番／長生淳 行進曲 アメリカ野砲隊／J.P.スーザ メインストリート エレクトリカル パレード／小野寺真編曲 | 三田村健         |
| 10 | 横浜創英中学・高等学校       | 歌劇「ローエングリン」より エルザの大聖堂への入場 ／リヒャルト・ワーグナー（清水大輔編） フィンランディア ／ジャン・シベリウス（ブラック・ウィンター・ボトム編） | 常光誠治         |
| 11 | 茨城高等学校                 | 木陰の散歩道／E.F.ゴールドマン 富士山〜北斎の版画に触発されて〜／真島俊夫 オーメンズ・オブ・ラブ／和泉宏隆（真島俊夫編） | 蒔田宜幸         |
| 12 | 中越高等学校                 | 交響曲第2番「キリストの受難」／フェルレル・フェルラン ワシントン・ポスト ／ジョン・フィリップ・スーザ（キース・ブライオン編） 塔の上のラプンツェル・メドレー ／アラン・メンケン（星出尚志編） | 名古屋愉加       |
| 13 | 京都両洋高等学校             | 幻想曲とフーガ ハ短調 ／ヨハン セバスチャン バッハ（ドナルド ハンスバーガー編） ナイルの守り／ケネス ヨーゼフ アルフォード（三國浩平編） Get It On 〜黒い炎／ビル チェイス（郷間幹男編） | 葛城武周         |
| 14 | 光ヶ丘女子高等学校           | 黒馬騎兵中隊 ／ジョン・フィリップ・スーザ（フレデリック・フェネル編） 煌夜 ー 祭の幻想／伊藤康英 | 香川康之         |
| 15 | 武生商業高等学校             | 行進曲「黒馬騎兵中隊」／J.P.スーザ（F.フェネル編） 「ウエスト・サイド・ストーリー」より シンフォニック・ダンス ／L.バーンスタイン（P.ラヴェンダー編） | 植田 薫          |
| 16 | 天理高等学校                 | ディオニソスの祭り／フローラン・シュミット テレビCMオンパレードVol.2／小島里美編曲 | 吉田秀高         |
| 17 | 市立札幌新川高等学校         | 「ノートルダムの鐘」より／アラン・メンケン（森田一浩編） 木陰の散歩道／エドウィン・フランコ・ゴールドマン （エドワード・S・リスク編） ディズニーランド セレブレーション／マイケル・ブラウン編曲                                                                                                  | 米田浩哉         |
| 18 | 静岡県立浜名高等学校         | 行進曲「空のエース」／キング（スウェアリンジェン編） ラッキードラゴン〜第五福竜丸の記憶〜／福島弘和 SOUSA'S HOLIDAY 星条旗よ永遠なれ／スーザ（真島俊夫編） | 太田貴望         |
| 19 | 聖和学園高等学校             | 雨のものがたり ♪シェルブールの雨傘／M.ルグラン（杉本幸一編） ♪雨に唄えば／N.ブラウン（杉本幸一編） ♪虹の彼方に／H.アーレン（千浦名生編） ♪青葉城恋唄／さとう宗幸（杉本幸一編） スペインの風 ♪アランフェス協奏曲より第2楽章／J.ロドリーゴ（千浦名生編） ♪アンバリト・ロカ／J.テキシドール         | 千浦名生         |
| 20 | 東海大学付属高輪台高等学校   | チェリオ・マーチ／E.F.ゴールドマン（J.ヴィンソン編） 喜歌劇「天国と地獄」序曲／J.オッフェンバック（ヒバート編） | 畠田貴生         |
| 21 | 八王子学園 八王子高等学校    | カンタベリー・コラール／ヤン・ヴァン・デル・ロースト ウインドオーケストラのためのマインドスケープ／高昌帥 マーキュリー／ヤン・ヴァン・デル・ロースト 八学Beeet!! | 高梨 晃          |
| 22 | 柏市立柏高等学校             | 吹奏楽のための戯曲〜交響的時変〜／内藤友樹 ロンドンデリーの歌 ／パーシー・グレインジャー（マーク・ロジャース編） トリッチトラッチポルカ ／ヨハン シュトラウス2世（アルフレッド リード編） | 石田修一         |
| 23 | 千葉英和高等学校             | 神秘な殿堂の貴族たち／J.P.スーザ アルプスの詩／F.チェザリーニ インディゴ・クラウド／真島俊夫 | 武井大輔         |
| 24 | 神奈川県立金井高等学校       | 歌劇「3つのオレンジへの恋」より‘‘行進曲’’ ／セルゲイ・プロコフィエフ（フランク・エリクソン編） バレエ音楽「ロメオとジュリエット」作品64より ‘‘ローレンス僧庵でのロメオ’’ ‘‘モンタギュー家とキャプュレット家’’ ／セルゲイ・プロコフィエフ（ヨハン・デ=メイ編） 知られざる旅／フィリップ・スパーク | 臼井康治         |
| 25 | 飛騨学園 高山西高等学校      | 「狂詩曲」より第3楽章 魂 Soul／江原大介 エルザの大聖堂への行列／R.ワーグナー（保科洋編） オーメンズ・オブ・ラブ／和泉宏隆（真島俊夫編） | 永瀬敬至         |
| 26 | 愛知県立名古屋南高等学校     | 愛の挨拶／E.エルガー（高山直也編） 富士山〜北斎の版画に触発されて〜／真島俊夫 | 加藤 眞          |
| 27 | 東京都立片倉高等学校         | 「交響曲 ト長調」より I.アンティフォナ Ⅳ.祝祭トッカータ ／福島弘和（甘粕宏和編） シャンソン・メドレー／真島俊夫編曲 | 馬場正英         |
| 28 | 金蘭会高等学校・中学校       | 双頭の鷲の旗の下に ／ヨゼフ・フランツ・ワーグナー（網代景介編） 秋空への賛歌／保科洋 | 平 翔太          |
| 29 | 宮城県白石高等学校           | 狂詩曲「スペイン」／エマニュエル・シャブリエ The Greatest Showman メドレー ／ベンジ・パセク、ジャスティン・ポール | 児玉英誉         |
| 30 | 江戸川女子中学・高等学校     | アイーダより「凱旋行進曲」／G.ヴェルディ ノートルダムの鐘／A.メンケン | 佐藤直樹         |
| 31 | 八千代松陰高等学校           | ラッキードラゴン〜第五福竜丸の記憶〜／福島弘和 帝国のマーチ（ダースベイダーのテーマ） ／ジョン・ウィリアムズ（ポール・マーサ編） スター・ウォーズ・メイン・テーマ ／ジョン・ウィリアムズ（ステファン・ブラ編）                                                                                   | 山田 允          |
| 32 | 大成女子高等学校             | ビルボード・マーチ ／ジョン・クロール（アンドリュー・グローヴァー編） 交響詩「ローマの祭り」より I.チェルチェンセス Ⅳ.主顕祭 ／オットリーノ・レスピーギ（森田一浩編） Taisei Hit Song Collection 2018                                                                                            | 船山貴司         |
| 33 | 埼玉県立伊奈学園総合高等学校 | 祝典序曲／D.ショスタコーヴィチ（D.ハンズバーガー編） 歌劇「トゥーランドット」より／G.プッチーニ（後藤洋編） | 宇畑知樹         |
| 34 | 千葉県立八千代高等学校       | 阿曇磯良／樽屋雅徳（佐藤玲子編） 極楽浄土／toku（金山徹編） ラデツキー行進曲／J.シュトラウス1世（網代景介編） | 佐藤玲子         |
| 35 | 浜松開誠館高等学校           | 交響曲第4番 第4楽章 ／ピョートル・イジイチ・チァイコフスキー （ヴィンセント・フランク・サクラネク編） 双頭の鷲の旗の下に ／ヨゼフ・フランツ・ワーグナー（網代景介編） | 遠山詠一         |
| 36 | さいたま市立浦和高等学校     | マーチ1941／J.ウィリアムズ（P.ラヴェンダー編） 20世紀FOXファンファーレ／A.ニューマン（真島俊夫編） スター・ウォーズ・コンサート・セレクション ／J.ウィリアムズ（真島俊夫編） | 小泉信介         |
| 37 | 尚学学園 沖縄尚学高等学校    | 星条旗よ永遠なれ／ジョン・フィリップ・スーザ（渡部哲哉編） 呪文とトッカータ／ジェイムズ・バーンズ 五つの沖縄民謡による組曲 3. 安里屋ユンタ〜谷茶目／真島俊夫 | 屋比久哲         |
| 38 | 埼玉栄高等学校               | 「カヴァレリア・ルスティカーナ」より 間奏曲／P.マスカーニ（宍倉晃編） カルミナ・ブラーナ／C.オルフ（J.クランス編） | 奥 章            |
| 39 | 出水中央高等学校             | 祝典序曲／ショスタコーヴィチ（ハンズバーガー編） シックス スティックス／小長谷宗一 | 河野恵一郎       |
| 40 | 洛南高等学校                 | For you／作曲・作者不詳 TASOGARE／→Pia-no-jaC← 残月／→Pia-no-jaC← 夜桜お七／三木たかし（根本拓海編） アッピア街道の松／オットリーノ・レスピーギ（池内毅彦編） | 池内毅彦         |
| 41 | 青森山田高等学校             | 煌夜（こうや） ー 祭の幻想／伊藤康英 雷鳴と電光／J.シュトラウス2世（鈴木栄一編） | 髙橋太郎         |
| 42 | 札幌白石高等学校             | 北の大地 Singers' Sellection より／小島里美編曲 この静かな場所で／ロバート・シェルドン マーチ「ブルースカイ」／高木登古 宝島／和泉宏隆（真島俊夫編） | 鈴木恭介         |
| 43 | 東海大学菅生高等学校         | 星条旗よ永遠なれ／J.P.スーザ 吹奏楽のための協奏曲／高昌帥 愛がすべて／L.クレアトーレ（宮川成治編） | 加島貞夫         |
| 44 | 駒澤大学高等学校             | 行進曲「旧友」 ／カール・タイケ（ジークフリード・ルンデル編） キャン・ユー・セレブレイト／小室哲哉（真島俊夫編） ホリデー・フォー・ストリングス ／デヴィッド・ローズ（岩井直溥編） | 吉野信行         |
| 45 | 大阪桐蔭高等学校             | ノートルダムの鐘／アラン・メンケン（杉本幸一編） ローマの松（4楽章アッピア街道の松） ／オットリーノ・レスピーギ（ガイ・デュカー編） | 梅田隆司         |